# 1927 au Québec
Cet article traite des événements survenus en 1927 au Québec. 

## Événements

### Janvier
- 9 janvier : l'incendie du Laurier Palace, une salle de cinéma de Montréal, fait 78 morts, tous des enfants. Le théâtre était situé au coin des rues Sainte-Catherine et Dézéry. Le feu a éclaté au balcon où étaient entassés 250 enfants dont plusieurs debout. Il y a eu un bouchon dans le couloir conduisant à la sortie où les victimes ont été étouffées, brûlées ou écrasées[1].
- 11 janvier : ouverture de la quatrième session de la 16e législature (en)[2].
- 14 janvier : le premier ministre Louis-Alexandre Taschereau blâme la compagnie Duke-Price pour avoir fait inonder les terres bordant le lac Saint-Jean de manière illégale[3].
- 22 janvier
  - Taschereau annonce une enquête publique sur l'affaire du Laurier Palace[4].
  - inauguration officielle de l'Institut scientifique franco-canadien dont le siège est à la librairie Saint-Sulpice de Montréal. Son but est de rapprocher les scientifiques français et canadiens dans leur recherche[5].
- 25 janvier : lors de son discours du budget, le trésorier Jacob Nicol annonce des dépenses de 26 400 000 $ et des revenus de 27 200 000 $ pour l'année qui vient de s'écouler[2].

### Février
- 20 février : certains riverains du lac Saint-Jean rencontrent le premier ministre Taschereau qui leur déclare qu'ils n'obtiendront pas la baisse des eaux du lac[6].
- 23 février : la municipalité de Dolbeau est officiellement créée[7].

### Mars
- 1er mars : le Conseil privé de Londres accorde tout le territoire du Labrador à Terre-Neuve. Pour le Québec, il s'agit d'une perte de 112 000 milles carrés[8].
- 7 mars : le gouvernement Taschereau dépose un projet de loi maintenant à la compagnie Duke-Price la possession des terres inondées et supprimant tout recours aux expropriés pour se la faire restituer[9].
- 31 mars : la série finale de la Coupe Stanley débute entre les Maroons et les Canadiens de Montréal. Ce sont les Canadiens qui la remporteront[10].

### Avril
- 1er avril :
  - L'Assemblée législative adopte le projet de loi créant la ville de Rouyn[11].
  - L'Assemblée législative adopte une loi permettant à un député nommé ministre de ne plus être obligé de démissionner pour se faire réélire[2].
  - La session est prorogée[12].
- 19 avril : le premier ministre Taschereau annonce des élections générales pour le 16 mai[13].
- 26 avril : le jeune Maurice Duplessis annonce qu'il se présente candidat conservateur dans Trois-Rivières[14].

### Mai
- 16 mai : le Parti libéral de Louis-Alexandre Taschereau remporte les élections générales avec 34 députés et 59 % des voix. Le Parti conservateur n'obtient que 9 députés avec 34 % des voix[15].
- 22 mai : le chef conservateur Arthur Sauvé annonce sa prochaine démission qui prendra effet lorsque le Parti désignera son successeur[16].

### Juillet
- 1er juillet : à l'occasion du soixantième anniversaire de la Confédération canadienne, le gouvernement fédéral met en circulation les premiers timbres bilingues[17].
- 30 juillet : les deux fils du roi George V, les futurs Édouard VIII et George VI, sont en visite à Québec, accompagnés du premier ministre britannique Stanley Baldwin. Ils dînent avec le premier ministre Taschereau au Château Frontenac et sont reçus par le lieutenant-gouverneur Narcisse Pérodeau à sa résidence du Bois-de-Coulonge[2].

### Août
- 13 août : la pulperie de Val-Jalbert ferme définitivement ses portes. On parle de plus en plus de la disparition prochaine du village[18].
- 30 août : le juge Louis Boyer rend public son rapport sur les théâtres et les salles de cinéma. Ses conclusions se résument en quatre points : il n'y a aucune responsabilité criminelle dans l'affaire du Laurier Palace; les enfants en bas de 16 ans ne devraient pas être admis dans les salles de cinéma; les spectacles ne devraient pas être interdits le dimanche; le cinéma n'est généralement pas immoral[19].

### Octobre
- 11 octobre : Richard Bedford Bennett devient chef du Parti conservateur du Canada[20].
- 31 octobre : 
  - des élections partielles ont lieu dans les comtés de Kamouraska et de Portneuf. Les candidats libéraux y sont élus sans problème[21].
  - Ameen Lawand, propriétaire du Laurier Palace, est condamné à deux ans de prison pour négligence criminelle[22].

### Novembre
- 3 au 10 novembre : une conférence interprovinciale a lieu à Ottawa. Le premier ministre canadien Mackenzie King veut y parler d'éventuels amendements à la Constitution[23].
- 28 novembre : une lettre collective des archevêques et des évêques du Québec condamnent l'ouverture des théâtres, des cinémas et des commerces le dimanche[24].

### Décembre
- 1er décembre : l'archevêque de Québec, Raymond-Marie Rouleau, est promu cardinal[25].
- 7 décembre : Télesphore Fournier devient maire de Québec à la suite de la démission de Valmont Martin, qui vient d'être nommé commissaire à la Santé[26].
- 14 décembre : l'Hospice Saint-Charles, située à la Basse-ville de Québec, est rasé par un incendie. Il y a 35 morts, tous des enfants[27].
- 16 décembre : le pensionnat Saint-Jean Berchmans de la Haute-ville de Québec brûle à son tour. Les deux bâtiments étaient la propriété des Sœurs du Bon-Pasteur. On soupçonne l'œuvre d'un incendiaire[28].

## Naissances
- 1er janvier - Jean-Paul Mousseau (artiste peintre) († 7 février 1991)
- 4 janvier - Paul Desmarais (père) (homme d'affaires) († 8 octobre 2013)
- 8 janvier - 
  - Jean-Marc Léger (écrivain et journaliste) († 14 février 2011)
  - Gabriel Gascon (acteur) († 30 mai 2018)
- 3 février - Mariette Duval (actrice) († 17 septembre 2004)
- 4 février
  - - Jacques Beauchamp (journaliste sportif) († 17 septembre 1988)
  - - Huguette Uguay (actrice) († 11 décembre 2018)
- 6 février - Louis Marceau (avocat, juriste, magistrat, premier Protecteur du citoyen (Québec)) († 26 novembre 2018)
- 8 février - Silvio Narizzano (réalisateur) († 26 juillet 2011)
- 14 février - Jeanne d'Arc Jutras (journaliste, romancière et militante) († 7 juin 1992)
- 2 mars - Joan Dougherty (femme politique)  († 18 décembre 2020)
- 7 mars - Jean-Paul Desbiens (écrivain et philosophe) († 23 juillet 2006)
- 20 mars - Thérèse Dion (femme d’affaires et animatrice) († 17 janvier 2020)
- 7 avril - Pierre Dufresne (acteur) († 3 octobre 1984)
- 19 avril - Louis De Santis (acteur) († 26 avril 2022)
- 21 avril - Robert Savoie (baryton-basse, chanteur d'opéra) († 14 septembre 2007)
- 29 mai
  - Jean Coutu (pharmacien et homme d'affaires)
  - Robert Rivard (acteur) († 8 octobre 1989)
  - 21 juin - Lionel Théorêt (président fondateur du Centre ÉPIC de l'Institut de cardiologie de Montréal) († 16 mars 2024)
- 24 juin - Fernand Dumont (sociologue)(† 1er mai 1997)
- 16 juillet - Pierre-F. Côté (avocat et politicien) († 17 juin 2013)
- 18 juillet - Wilfrid Lemoine (écrivain) († 28 septembre 2003)
- 6 septembre - Monique Corriveau (écrivaine) († 29 juin 1976)
- 7 septembre - Claire L'Heureux-Dubé (juge à la Cour suprême du Canada)
- 15 septembre - Antoine Desilets (photographe) († 19 décembre 2019)
- 28 septembre - Robert Gadouas (acteur) († 6 juin 1969)
- 20 octobre - André Raynauld (économiste) († 11 avril 2011)
- 26 octobre - Robert Dean (homme politique)  († 4 février 2021)
- 4 novembre - Georges-Émery Tremblay (camionneur, homme d'affaires et homme politique)  († 25 janvier 2016)
- 12 décembre - Roland Berthiaume (caricaturiste) († 8 février 2021)

## Décès
- 31 janvier - Arthur Plante (avocat et homme politique) (º 29 septembre 1869)
- 7 juin - Edmund James Flynn (ancien premier ministre du Québec) (º 16 novembre 1847)
- 5 novembre - Jérémie-Louis Décarie (politicien) (º 30 août 1870)

### Articles généraux
- Chronologie de l'histoire du Québec (1900 à 1930)
- L'année 1927 dans le monde
- 1927 au Canada

### Articles sur l'année 1927 au Québec
- Incendie du Laurier Palace
- Élection générale québécoise de 1927
- Tragédie du lac Saint-Jean